# Manrique Larduet
Manrique Larduet (10 juli 1996) is een Cubaanse turner. Larduet groeide op in Santiago de Cuba en staat bekend om zijn historische zilver op de Wereldkampioenschappen Gymnastiek 2015. Hij heeft ook deelgenomen aan de Pan American Games. Op de Wereldkampioenschappen Gymnastiek 2017 in Montreal in Canada, hoewel hij zich als eerste kwalificeerde voor de all-round, had hij enkele fouten bij de vloeroefening en de paardvoltige in de finale, en eindigde op de vijfde plaats. De winnaar was Xiao Ruoteng uit China.
Hij vertegenwoordigde Cuba op de Olympische Zomerspelen van 2016 in het allround-evenement artistieke gymnastiek voor mannen.